# Nechí (kommun)
Nechí är en kommun i Colombia.   Den ligger i departementet Antioquía, i den norra delen av landet, 400 km norr om huvudstaden Bogotá. Antalet invånare är 20 668.